# Walisische Badmintonmeisterschaft 2009
Die Walisische Badmintonmeisterschaft 2009 fand im Februar 2009 in Wrexham statt.

## Medaillengewinner
| Disziplin    | Gold                               | Silber                      | Bronze                          |
| ------------ | ---------------------------------- | --------------------------- | ------------------------------- |
| Herreneinzel | Jamie van Hooijdonk                | Raj Popat                   | Gareth Cox                      |
| Herreneinzel | Jamie van Hooijdonk                | Raj Popat                   | Rhys Pritchard                  |
| Dameneinzel  | Sarah Thomas                       | Carissa Turner              | Helen Stoddart                  |
| Dameneinzel  | Sarah Thomas                       | Carissa Turner              | Caroline Harvey                 |
| Herrendoppel | Martyn Lewis Matthew Hughes        | Gareth Cox Rhys Pritchard   | James Phillips Joe Morgan       |
| Herrendoppel | Martyn Lewis Matthew Hughes        | Gareth Cox Rhys Pritchard   | Michael Lewis Nic Strange       |
| Damendoppel  | Kerry Ann Sheppard Caroline Harvey | Kelly Blake Vikki Jones     | Carissa Turner Bethan Higginson |
| Damendoppel  | Kerry Ann Sheppard Caroline Harvey | Kelly Blake Vikki Jones     | Helen Stoddart Aimee Moran      |
| Mixed        | Martyn Lewis Vikki Jones           | Nic Strange Caroline Harvey | James Phillips Kelly Blake      |
| Mixed        | Martyn Lewis Vikki Jones           | Nic Strange Caroline Harvey | Joe Morgan Kerry Ann Sheppard   |